# Пол Грингард
Пол Грингард (енгл. Paul Greengard; Њујорк Сити, 11. децембар 1925 — Њујорк, 13. април 2019) био је амерички неуролог, најпознатији по свом раду на молекуларној и ћелијској функцији неурона. Године 2000. Арвид Карлсон, Пол Грингард и Ерик Р. Кандел добили су Нобелову награду за физиологију или медицину, за своја открића која се односе на пренос сигнала у нервном систему. Био је професор Винсента Астора на Универзитету Рокфелер. Радио је у научном саветодавном одбору, као и у научном савету Фондације за истраживање мозга и понашања. Био је ожењен међународно познатом вајарком Урсулом Ридингсвардом. 

## Биографија
Рођен је у Њујорку. Његова старија сестра била је глумица и писац Крис Чејс, која је умрла 2013, са 89 година. Мајка им је умрла на порођају, а отац се поново оженио 1927. године.  Полови родитељи, браће и сестре били су Јевреји, а  маћеха припадник епископске цркве. Он и његова сестра били су хришћански одгајани. 
Током Другог светског рата, служио је у Америчкој ратној морнарици као техничар електронике на масачусетском технолошком институту, радећи на систему упозоравања против јапанских авиона камиказе. Након Другог светског рата похађа колеџ Хамилтон, где је и дипломирао 1948. математику и физику. Није се посветио физици, јер је сматрао да се већина послератних истраживања фокусирало на нуклеарно оружје, и уместо тога се заинтересовао за биофизику. 
Започео је постдипломске студије на Универзитету Џонс Хопкинс, у лабораторији Холдана Кефера Хартлајна. Инспирисан предавањем Алана Хоџкина, започео је рад на молекуларној и ћелијској функцији неурона. Докторирао је 1953. године и започео постдокторски рад на Универзитету у Лондону, Кембриџу и Амстердаму.  Постао је директор одељења за биохемију у Новартису. 
Након што га је напустио 1967. године, кратко је радио на медицинском факултету Алберт Ајнштајн, пре него што је постао професор на катедри за фармакологију на Универзитету Јејл. Године 1983. придружио се Универзитету Рокфелер. Био је члан одбора научних гувернера истраживачког института.
Умро је 13. априла 2019. 

## Истраживање
Своја истраживања фокусирао је на догађаје унутар неурона који су изазвали неуротрансмитери. Он и његове колеге истраживачи су проучавали понашање каскада система секундарних гласника који претварање спајања неуротрансмитера са рецептором трансформишу у трајне промене неурона. У низу експеримената, Грингард и његове колеге показали су да када допамин комуницира са рецептором на ћелијској мембрани неурона, изазива повећање цикличног аденозина монофосфата унутар ћелије. Ово повећање цикличног аденозина монофосфата, заузврат, активира протеин киназа А, који друге протеине укључује или искључује додавањем фосфатних група у реакцији познатој као фосфорилација. Протеини активирани фосфорилацијом тада могу извршити бројне промене у ћелији: преписати ДНК да би се направили нови протеини, преместити више рецептора у синапсу (и на тај начин повећати осетљивост неурона) или преместити јонске канале на површину ћелије (и на тај начин повећати узбудљивост ћелије). Нобелову награду за физиологију или медицину 2000. примио је заједно са Арвидом Карлсоном и Ериком Р. Канделом за рад на централном регулаторном протеину ДАРПП-32.

## Породица
Из првог брака имао је два сина, Клода и Леслија. Клод Грингард је докторирао математику на Универзитету Калифорније и оснивач је Foss Hill Partners. Лесли је докторирао на универзитету Јејл, професор је математике и рачунарских наука и директор института за математичке науке, добитник награде Лерој Стил за семинарски допринос истраживању.
Пол Грингард се 1985. оженио међународно познатом вајарком Урсулом Ридингсвардом, која је примила бројне награде и стипендије, укључујући две награде Националне задужбине за уметност, стипендију Гугенхајм и три награде америчке секције међународног удружења критичара уметности. Чланица је америчке академије уметности и књижевности, а њена уметничка дела налазе се међу сталним колекцијама музеја модерне уметности у Њујорку, метрополитанског музеја уметности, бруклинског музеја, музеја уметности Нелсон-Аткинс. 

## Жалбе на дискриминацију
У фебруару 2018. савезна порота у јужном округу Њујорка утврдила је да је Универзитет Рокфелер одговоран за дискриминацију на основу расе и националног порекла Грингарда, 2007. у његовој лабораторији. 

## Награда Пеарл Меистер Грингард
Пол Грингард је свој хонорар, од Нобелове награде, уложио у финансирање награде Пеарл Меистер Грингард, награда за научнице. Награда је названа по његовој мајци која је умрла на порођају. Основана је 2004. године са циљем да се укаже на изузетни допринос жена у науци, пошто, како је приметио Грингард, „жене још не добијају награде и признања на нивоу који је пропорционалан њиховим достигнућима“. Годишња награда додељује се жени која проводи биомедицинска истраживања.

## Награде и признања
- Изабран за члана Националне академије наука (1978)[18]
- НАС награда у неуронауци од Националне академије наука (1991)[19]
- Награда Златна плоча од Америчке академије достигнућа (2002)[20]
- Почасна диплома у медицини (септембар 2007) од Универзитет у Бреши[21] [22]
- Члан Норвешке академије наука и књижевности[23]